# 大翅老虎刺
大翅老虎刺（学名：Pterolobium macropterum）是豆科老虎刺属的植物。分布在越南、老挝、印度尼西亚、缅甸、马来西亚以及中国大陆的云南、海南等地，生长于海拔450米至1,600米的地区，多生长于坡地阳处，目前尚未由人工引种栽培。